# All About Jazz
All About Jazz — вебсайт, заснований Майклом Річчі у 1995 році. Команда волонтерів публікує новини, рецензії на альбоми, статті, відео та списки концертів та інших подій, пов'язаних з джазом. Річчі веде споріднений сайт Jazz Near You, на якому розповідає про місцеві концерти та події.
Асоціація джазових журналістів визнавала All About Jazz найкращим сайтом, що висвітлює джаз, протягом тринадцяти років поспіль з 2003 до 2015 року, коли ця категорія була скасована. У 2015 році Річчі заявив, що пік відвідуваності сайту — 1,3 мільйона читачів на місяць — припав на 2007 рік. Інше джерело повідомило, що сайт має понад 500 000 читачів по всьому світу.
Річчі народився у Філадельфії, штат Пенсильванія, США. Він чув класику та джаз із музичної колекції свого батька. Він грав на трубі і пішов на свій перший джазовий концерт, коли йому було вісім років. Маючи досвід у комп'ютерному програмуванні, він поєднав свій інтерес до джазу та інтернету, створивши веб-сайт All About Jazz у 1995 році.
На сайті публікуються огляди, інтерв'ю та статті, що стосуються джазу в США і в усьому світі, включаючи інформацію про фестивалі, концерти та інші події.
У 2016 році Річчі отримав нагороду Jazz Bridge Ambassador Award за внесок у розвиток джазу у Філадельфії.